# Rivoli
Pour les articles homonymes, voir Rivoli (homonymie).
Ne pas confondre avec Rivoli Veronese, lieu de la bataille de Rivoli (1797)
.
Rivoli (Rìole ou Rìvole en piémontais) est une ville italienne de la ville métropolitaine de Turin dans le Piémont, au débouché du val de Suse.

## Histoire
Le 11 juillet 1635, le traité d'alliance de Rivoli est signé, réunissant contre l'Espagne à la fois la France et les ducs de Savoie, de Parme, de Modène et de Mantoue.

## Administration
| Période                                  | Période  | Identité                | Étiquette        | Qualité |
| ---------------------------------------- | -------- | ----------------------- | ---------------- | ------- |
| 1919                                     | 1921     | Tommaso Negro           |                  |         |
| 1921                                     | 1924     | Luigi Beltramo          | Parti socialiste |         |
| 1924                                     | 1936     | Ugo Sartirana           | Parti fasciste   |         |
| 1936                                     | 1944     | Carlo Zunino            | Parti fasciste   |         |
| 1944                                     | 1946     | Pietro Auriletto        | ?                |         |
| 1946                                     | 1951     | Luigi Beltramo          | ?                |         |
| 1951                                     | 1959     | Conte Antonielli d'Oulx | ?                |         |
| 1959                                     | 1963     | Giustino Crosazzo       | ?                |         |
| 1963                                     | 1971     | Moisé De Simone         | ?                |         |
| 1971                                     | 1976     | Franco Donadio          | Centre-Gauche    |         |
| 1976                                     | 1987     | Silvano Siviero         | Centre-Gauche    |         |
| 1987                                     | 1988     | Gian Paolo Aceto        | Centre           |         |
| 1988                                     | 1995     | Antonino Saitta         | Centre-Gauche    |         |
| 1995                                     | 2004     | Nino Boeti              | Centre-Gauche    |         |
| 2004                                     | 2009     | Guido Tallone           | Centre-Gauche    |         |
| 2009                                     | 2019     | Franco Giusto Dessì     | Centre-Gauche    |         |
| 10 juin 2019                             | En cours | Andrea Tragaioli        | Centre-Droite    |         |
| Les données manquantes sont à compléter. |          |                         |                  |         |

### Hameaux
Cascine Vica, Tetti Neirotti, Bruere.

### Communes limitrophes
Turin, Pianezza, Caselet, Alpignano, Collegno, Rosta, Grugliasco, Villar-Basse, Rivalta di Torino, Orbassano.

### Jumelages
- Montélimar (France) depuis 1964 ;
- Ravensbourg (Allemagne) depuis 1983.

## Démographie
| 1861  | 1911  | 1961   | 1981   | 2001   | 2004   |
| ----- | ----- | ------ | ------ | ------ | ------ |
| 5 736 | 7 692 | 20 253 | 49 543 | 49 792 | 50 694 |

## Culture
- Le château de Rivoli, le plus important de la ville, qui abrite, depuis 1984, un musée d'art contemporain.

## Personnalités liées à la ville
- Antoine Neyrot (né à Rivoli v. 1425-1460), religieux catholique, membre de l'ordre des Dominicains, martyrisé à Tunis en 1460.
- Henri de Joyeuse, prêtre français mort à Rivoli en 1608.